# Live Era ’87–’93
Live Era ’87–’93 – dwupłytowy album koncertowy wydany przez Guns N’ Roses w 1999 roku. Składa się z 22 utworów, nagrania w większości pochodzą z trasy Use Your Illusion Tour, która miała miejsce w latach 1991 – 1993. Zespół zagrał na tej trasie ponad 200 koncertów na całym świecie. Skład utworów tego albumu Axl, Slash i reszta członków zespołu uzgadniali poprzez prawników ze względu na wrogie nastawienie pomiędzy poszczególnymi muzykami. Układ piosenek na płycie w zasadzie odpowiada set-liście granych wówczas koncertów. Na okładce znajdują się cztery koncertowe plakaty Guns N’ Roses oraz dwa Hollywood Rose.
Na japońskim winylowym wydaniu albumu na pierwszej płycie znalazł się dodatkowo utwór Coma zarejestrowany na koncercie w Omaha, 4 października 1993.

## Lista utworów

### CD 1
| #  | Tytuł                 | Koncert                                                                       | Długość |
| -- | --------------------- | ----------------------------------------------------------------------------- | ------- |
| 01 | Nightrain             | Las Vegas, 25 stycznia 1992                                                   | 5:18    |
| 02 | Mr. Brownstone        | Londyn, 31 sierpnia 1991                                                      | 5:42    |
| 03 | It’s So Easy          | Paryż, 6 czerwca 1992                                                         | 3:28    |
| 04 | Welcome to the Jungle | Buenos Aires, 17 lipca 1993                                                   | 5:08    |
| 05 | Dust N’ Bones         | Nowy Jork, 16 maja 1991                                                       | 5:05    |
| 06 | My Michelle           | Londyn, 31 sierpnia 1991                                                      | 3:53    |
| 07 | You’re Crazy          | Tokio, 10 sierpnia 1988                                                       | 4:45    |
| 08 | Used to Love Her      | Tokio, 10 sierpnia 1988                                                       | 4:17    |
| 09 | Patience              | I część Meksyk, 1993 lub Paryż, 13 lipca 1993, II część Paryż, 6 czerwca 1992 | 6:42    |
| 10 | It’s Alright          | Houston, 4 września 1992                                                      | 3:07    |
| 11 | November Rain         | Tokio, 22 lutego 1992                                                         | 12:29   |

### CD 2
| #  | Tytuł                     | Koncert                     | Długość |
| -- | ------------------------- | --------------------------- | ------- |
| 01 | Out ta Get Me             | Londyn, 28 czerwca 1987     | 4:33    |
| 02 | Pretty Tied Up            | Tokio, 22 lutego 1992       | 5:25    |
| 03 | Yesterdays                | Las Vegas, 25 stycznia 1992 | 3:52    |
| 04 | Move to the City          | Tokio, 22 lutego 1992       | 8:00    |
| 05 | You Could Be Mine         | Buenos Aires, 17 lipca 1993 | 6:02    |
| 06 | Rocket Queen              | Las Vegas, 25 stycznia 1992 | 8:27    |
| 07 | Sweet Child O’ Mine       | Paryż, 6 czerwca 1992       | 7:25    |
| 08 | Knockin’ on Heaven’s Door | Londyn, 20 kwietnia 1992    | 7:27    |
| 09 | Don’t Cry                 | Tokio, 22 lutego 1992       | 4:44    |
| 10 | Estranged                 | Tokio, 22 lutego 1992       | 9:52    |
| 11 | Paradise City             | Las Vegas, 25 stycznia 1992 | 7:22    |